# Venezia Football Club
Venezia Football Club é um clube italiano de futebol sediado na cidade de Veneza, na região do Vêneto. Atualmente disputa a Serie B.
Seu Rival é Udinese Cálcio

## História
Fundado em 1907 como Venezia Foot Ball Club, chamou-se Società Sportiva Serenissima entre 1930 e 1934. Alcançou seu melhor momento com a conquista da Copa da Itália de 1940–41, tendo como destaques Ezio Loik e Valentino Mazzola, que se tornariam os principais nomes do Grande Torino entre 1942 e 1949. Na temporada 1990–91, sob a gestão de Maurizio Zamparini, passou a se chamar Associazione Calcio Venezia 1907 (entre 1986 e 1990, devido à fusão com o Mestre, o clube adotou a denominação de Calcio VeneziaMestre).
Em decorrência de problemas financeiros, o Venezia, que havia caído para a Série B em 2005, foi expulso da competição no mesmo ano. Refundado como Società Sportiva Calcio Venezia, disputou a Série C2, sendo promovido à C1 em 2006. Ao final da Lega Pro Prima Divisione de 2008–09, os problemas financeiros do Venezia, que já eram preocupantes, se agravaram ainda mais, e a Federação Italiana de Futebol não teve outra alternativa a não ser expulsá-lo da competição, remanejando para a Série D (agora renomeado Foot Ball Club Unione Venezia), o principal escalão semi-profissional do futebol da Bota, onde permaneceu até a temporada 2011–12, quando ficou em primeiro lugar no Grupo A e voltou à Lega Pro Seconda Divisione.
Disputou a recém-unificada Lega Pro até 2015, quando ficou em 13° lugar. Porém, novos problemas de cunho financeiro assolaram o Venezia, que não se inscreveu para a edição 2015–16 e foi rebaixado outra vez à Série D, adotando o nome atual (o quarto em uma década). Em 2016, contratou o ex-atacante Filippo Inzaghi. na tentativa de obter a promoção à Série B nacional, sendo bem-sucedido - ficou em 1º lugar no grupo 1 da Lega Pro (atual Serie C), garantindo o acesso.
Após 12 anos longe da segunda divisão, o Venezia fez boa campanha e encerrou a temporada regular em 5°, com 67 pontos. Nos play-offs de acesso, o clube foi eliminado pelo Palermo (empate por 1 a 1 no Pierluigi Penzo, derrota por 1 a 0 no Renzo Barbera). Leo Štulac e Gianmarco Zigoni foram os artilheiros Arancioneroverdi, com 6 gols cada um. Em 2018–19, sob o comando de 3 técnicos (Stefano Vecchi, Walter Zenga, e Serse Cosmi), não repetiu o desempenho anterior e terminou o campeonato em 15º lugar, disputando novamente um play-off, agora contra o rebaixamento, que terminou com vitória da Salernitana. Porém, o clube permaneceu na Série B depois que o Palermo foi punido com a queda para a quarta divisão em decorrência de irregularidades financeiras.
Após 19 anos, o Venezia conseguiu ser promovido a Série A na temporada 2020/21, após vencer o Cittadella nos playoffs, por 2 a 1 no agregado.
Mesmo após alguns expressivos resultados no campeonato como o 3x2 em casa contra a Roma, o Venezia acabou sendo rebaixado na lanterna do Campeonato italiano 2021-22.

## Estádio
Seu estádio é o Pierluigi Penzo, um dos mais antigos da Itália (fundado em 1913), com capacidade de 7.450 lugares. A precariedade do estádio, entretanto, fez com que o Venezia usasse o Estádio Piergiovanni Mecchia, em Portogruaro, para mandar algumas partidas. Durante o período como VeneziaMestre, atuou no Estádio Francesco Baracca, na cidade de Mestre.

## Elenco
Atualizado em 21 de setembro de 2024.

## Títulos
- Campeonato Italiano de Futebol C1: 2

(1935/36, 1955/56)
- Copa da Itália: 1

(1940/41)
- Campeonato Italiano de Futebol - Serie B: 2

(1960/61, 1965/66)
- Campeonato Italiano de Futebol - Serie C2: 1

(2005/06)

## Uniformes
- Uniforme titular: Camisa preta com listras verdes e laranjas intercaladas na horizontal, calção preto e meias pretas com listras verdes e laranjas;
- Uniforme reserva: Camisa branca com listras pretas, verdes e laranjas intercaladas na horizontal, calção branco e meias brancas com listras verdes e laranjas.

### 1º Uniforme
| 2019–2020 | 2018–2019 | 2017–2018 | 2016–2017 | 2015–2016 | 2014–2015 |

### 2º Uniforme
| 2019–2020 | 2018–2019 | 2017–2018 | 2016–2017 | 2015–2016 | 2014–2015 |

### 3º Uniforme
| 2017–2018 |